# New Brockton
New Brockton es un pueblo ubicado en el condado de Coffee en el estado estadounidense de Alabama. En el censo de 2000, su población era de 97.

## Demografía
En el 2000 la renta per cápita promedia del hogar era de $ 24.032$, y el ingreso promedio para una familia era de 26.914$. El ingreso per cápita para la localidad era de 13.018$. Los hombres tenían un ingreso per cápita de 26.711$ contra 20.417$ para las mujeres.

## Geografía
New Brockton está situado en 31°22′52″N 85°55′28″O / 31.38111, -85.92444 (31.381138, -85.924339).
Según la Oficina del Censo de los EE. UU., la ciudad tiene un área total de 8.00 millas cuadradas (20.72 km²).